# Ballottage (sport)
Pour les articles homonymes, voir Ballottage et Waiver.
En Amérique du Nord, le ballottage (en anglais : waivers) est une procédure permettant à une équipe sportive d'acquérir les services d'un joueur déjà sous contrat mais retiré de l'alignement régulier d'une autre formation, qui renonce ainsi à ses droits sur ce joueur.
Le terme est utilisé couramment dans les Ligues majeures de baseball, la Ligue nationale de hockey sur glace, la Ligue nationale de football américain ainsi qu'au basket-ball dans la NBA.

## Ligues majeures de baseball

### Histoire
La première règle édictée à propos du ballottage date de 1882. Elle est incluse dans les accords encadrant les transferts paraphés par la Northwestern League et l'American Association. La règle est incluse dans l'agrément national de 1885 accepté par  l'American Association et la Ligue nationale.[réf. nécessaire]
La règle moderne est la Rule 10(A).

### Règle moderne
N'importe quel joueur sous contrat peut être soumis au ballottage à n'importe quel moment. Toute équipe peut alors le réclamer.
Si plusieurs équipes manifestent leur intérêt pour un joueur, il sera envoyé dans la formation ayant le moins bon dossier victoires-défaites parmi les clubs de la ligue majeure dans laquelle il évoluait (Ligue nationale ou Ligue américaine). Si aucune équipe de la ligue où le joueur évoluait ne manifeste de l'intérêt, il appartiendra alors à l'équipe de l'autre ligue montrant le moins bon rendement. Au cours du premier mois de la saison régulière de baseball, les statistiques finales de la saison précédente sont utilisées pour trancher la question.
Lorsqu'un joueur est réclamé au ballottage, l'équipe qui détenait les droits sur ce joueur a trois options :
- conclure une transaction dans les deux jours ouvrables avec l'équipe intéressée ;
- revenir sur sa décision et réintégrer le joueur à son alignement régulier, annulant par le fait même la procédure de ballottage concernant ce joueur ;
- ne pas agir et laisser l'équipe ayant réclamé le joueur assumer le contrat de l'athlète en question, verser une compensation financière à l'équipe à laquelle il appartenait préalablement et ajouter le nom du joueur à son alignement régulier.

Si un joueur soumis au ballottage n'est pas réclamé dans les trois jours ouvrables, le joueur sera assigné à un club des ligues mineures, échangé, ou libéré de son contrat.
La procédure de ballottage doit demeurer secrète jusqu'à ce qu'une décision soit annoncée. Plusieurs joueurs sont ainsi soumis au ballottage sans que la chose ne soit rapportée dans les médias. Cependant, il arrive fréquemment que l'information soit l'objet de fuites, ou du moins fasse l'objet de spéculations dans les médias.

## Ligue nationale de hockey
Le ballottage dans la LNH est utilisé pour retourner un joueur dans la AHL. Les 31 autres équipes de la ligue peuvent réclamer le joueur. 
Le joueur réclamé doit se rapporter directement à sa nouvelle équipe. Le nom des joueurs placés au ballottage est rendu officiel à 12 h 00, heure de l'Est, et y reste pendant 24 heures (48 heures, si placé au ballottage le samedi ou le dimanche).

### Critères d'admissibilité
Certains joueurs ne sont pas admissibles au ballottage. 
Si un joueur a été mis au ballottage, mais n'a pas été réclamé, il n'a pas besoin de repasser par le ballottage, à moins qu'il ait joué 10 parties de plus dans la LNH ou s'il a passé 30 jours ou plus avec la formation.
Si un joueur a été rappelé d'urgence puisque son équipe ne respectait pas le minimum de 2 gardiens, 6 défenseurs et 12 attaquants, il n'aura pas à passer au ballottage pour être retourné dans les ligues mineures. Cependant, le joueur doit immédiatement être renvoyé dans la ligue avec laquelle il jouait précédemment.
Les joueurs qui sont renvoyés dans les mineures doivent répondre au moins à l'un de ces deux critères pour qu'ils puissent passer par le ballottage.

#### Âge et nombre de saisons professionnelles jouées
Selon l'âge auquel le joueur a signé son premier contrat, il devient admissible au ballottage uniquement si son contrat a été signé il y a un certain nombre d'années. Le nombre d'années est différent selon la position du joueur (s'il joue au poste de gardien de but ou ailleurs).
| Âge        | Années (gardien) | Années (patineur) |
| ---------- | ---------------- | ----------------- |
| 18         | 6*               | 5*                |
| 19         | 5*               | 4*                |
| 20-21-22   | 4                | 3                 |
| 23         | 3                | 3                 |
| 24         | 2                | 2                 |
| 25 et plus | 1                | 1                 |

* Si un joueur joue dans au moins 11 matchs de saison régulière dans une saison, le nombre d'années d'admissibilité au ballottage descend à 4 ans pour un gardien et 3 pour un patineur.

#### Nombre de parties disputées
Encore une fois, ce critère implique l'âge du joueur lorsqu'il a signé son premier contrat professionnel. S'il a joué plus qu'un certain nombre de matchs, saison et séries éliminatoires comprises. 
Pour un joueur de 18 et 19 ans, seuls les matchs de la Ligue nationale sont comptabilisés.
Pour un joueur qui a 20 ans et plus, tout match de la Ligue américaine, de la Ligue nationale et les matchs professionnels joués en Europe, si le joueur est prêté à une équipe européenne.
| Âge      | Matchs (gardien) | Matchs (patineur) |
| -------- | ---------------- | ----------------- |
| 18-19-20 | 80               | 160               |
| 21       | 60               | 80                |
| 22       | 60               | 70                |
| 23-24    | 60               | 60                |

Pour un joueur ayant signé son premier contrat professionnel à 25 ou plus, le deuxième critère d'admissibilité ne s'applique pas.

### Ordre de priorité
Si plusieurs équipes réclament le même joueur avant la limite, le joueur se rapporte à l'équipe ayant le moins bon pourcentage de victoires.
Avant le 1er novembre, c'est plutôt la fiche de la saison précédente qui détermine l'ordre de priorité.

### Contrat à un volet ou deux volets
Un contrat à deux volets n'a aucune incidence sur l'admissibilité d'un joueur au ballottage. Ce type de contrat ne fait que déterminer le salaire qui sera versé à un joueur s'il est renvoyé dans la Ligue américaine.
Un joueur ayant signé un contrat à un volet disposera du même salaire s'il est renvoyé dans les mineures.

### Masse salariale
Une équipe qui désire envoyer un joueur ayant un contrat à un volet dans la Ligue américaine devra payer l'entièreté de son salaire, mais une partie du montant ne sera pas retenue sur la masse salariale.
Pour la saison 2015-16 et 2016-17, la masse salariale est soulagée de 950 000 $ selon la Convention collective.